# Жестокая, жестокая любовь
«Жестокая, жестокая любовь» (англ. Cruel, Cruel Love, альтернативное название — Lord Helpus) — короткометражный немой фильм с участием Чарли Чаплина. Премьера состоялась 26 марта 1914 года.

## Сюжет
Лорд Хелпус делает предложение своей возлюбленной и вручает ей кольцо. Уходя, он встречает горничную, которая подвернула ногу. Видя, как он помогает служанке, леди начинает ревновать и возвращает ему кольцо. Придя домой, лорд от отчаяния принимает яд и начинает корчиться в муках, представляя себе адские страдания в загробной жизни. Тем временем, леди понимает свою ошибку и посылает садовника с письмом. Узнав, что недоразумение счастливо разрешилось, лорд вызывает врача. Когда доктор и леди, которую привёл садовник, прибегают на помощь, давящийся от смеха дворецкий лорда объявляет, что вместо яда он подсунул хозяину обычную воду. Начинается всеобщая свалка.

## В ролях
- Чарли Чаплин — лорд Хелпус / мистер Дави
- Эдгар Кеннеди — дворецкий лорда
- Минта Дёрфи — леди
- Ева Нельсон — горничная
- Глен Кавендер — бородатый доктор
- Уильям Хобер — садовник